# 扭鞘藻属
扭鞘藻属（学名：Streptotheca）为扭鞘藻科的一个属。

## 下级分类
本属包括以下物种：
- 印度扭鞘藻 Streptotheca indica Karsten，1907